# کبودرآهنگ
کبودرآهنگ (کورنگ) شهری در استان همدان ایران و مرکز شهرستان کبودراهنگ است. آب‌وهوای این شهرستان سرد و خشک است. غار علیصدر، بزرگترین غار آبی دنیا در کبودراهنگ و روستای علیصدر قرار دارد. به‌علت موقعیت جغرافیایی، کشاورزی و صنعت از مهم‌ترین شهرستان‌های استان است.
نام این شهر در زبان مردم محلی، ترکی، کورنگ است و معنی و ریشه واقعی آن دقیقاً مشخص نیست ولی در زبان ترکی ترکمنی کورنگ به معنای آبادی شلوغ و با خانه های زیاد می باشد. در دهه های اخیر نام این شهر به کبودراهنگ تغییر یافته است. قبل از آن در دوره قبل از انقلاب ۵۷ هم نام این شهر به کبوتر آهنگ تغییر داده شده بود.
روایت دیگری هم وجود دارد که از ترکیب دو واژه گوی و رنگ تشکیل شده است. گوی در زبان ترکی به معنای رنگ آبی است. مردم کبودرآهنگ این شهر را کورنگ می‌نامند.

## پیشینه
دربارهٔ پیشینهٔ شهر کبودراهنگ، داده‌های دقیق و درستی در دست نیست ولی با بررسی و پژوهش بر سنگ نوشتهٔ مسجد جامع کبودراهنگ، می‌توان این حقیقت را دریافت که این سازه در پیرامون سال ۱۲۰۲ هجری قمری ساخته شده است. بنابراین می‌توان نتیجه گرفت که شهر کبودراهنگ پیشینه‌ای کهن دارد.

## مردم شناسی
زبان مردم کبودرآهنگ ترکی آذربایجانی است و مردم این شهر شیعه مذهب هستند. 

## تقسیمات کشوری
- بخش مرکزی
  - دهستان حاجی‌لو
  - دهستان راهب
  - دهستان سبزدشت
  - دهستان کوهین
  - دهستان سرداران

## صنعت و اقتصاد
کبودرآهنگ دارای شهرک صنعتی ویان و کارخانه فولاد ویان است که در نزدیکی روستای ویان قرار دارند. همچنین نیروگاه شهید مفتح در سال ۱۳۷۵ در نزدیکی این شهر ساخته شد.
نیروگاهِ شهید مفتح با تولیدِ سالیانه ۴۰ هزار و ۴۸۵ مگاوات تولیدِ ناخالصِ نیروی برق، یکی از نیروگاه‌های حرارتی کشور است که ۶۰ درصدِ برق تولیدی آن در استان همدان مصرف می‌شود و ۴۰ درصدِ باقی‌مانده نیز به استان‌های همجوار همچون استان مرکزی، استان کردستان و استان زنجان صادر می‌شود.

## جاذبه‌های گردشگری

غار علیصدر کبودرآهنگ

- غار علی‌صدر یکی از جاذبه‌های جهانگردی کبودراهنگ است. زمین‌شناسان قدمت سنگ‌های این غار را به دوره ژوراسیک از دوران دوم زمین‌شناسی (۱۹۰–۱۳۶ میلیون سال قبل) نسبت می‌دهند.

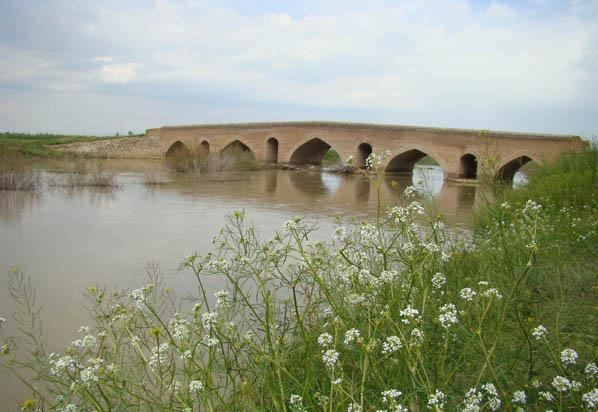
پل تاریخی روستای کوریجان

- قلعه باشقورتاران مربوط به دوران سلجوقیان بر فراز کوهی نزدیک به روستای باشقورتاران
- پل کوریجان که این پل با داشتن ۵ دهنه و ۳ دهلیز بزرگ و کوچک و بنای آن مربوط به عهد صفویه است.
- حمام سنگی باشقورتاران دارای سه گنبد یک خزینه و از جنس سنگ ساروج بنا شده است.
- قئزلار قلعه سی که در روستای باشقورتاران بر روی کوهی کم ارتفاع بنا شده و ضخامت دیوارهای اصلی قلعه حدوداً یک متر و از جنس سنگ و ساروج است.
- امامزاده جعفر کوریجان در نزدیکی روستای کوریجان.
- فسیل‌های ۲۰ میلیون ساله گاو دریایی (Sirenia) متعلق به دوره زمین‌شناسی میوسن پیشین واقع در شهر شیرین سو
- حمام مسجد اعظم کبود راهنگ متعلق به اواخر دوره قاجار

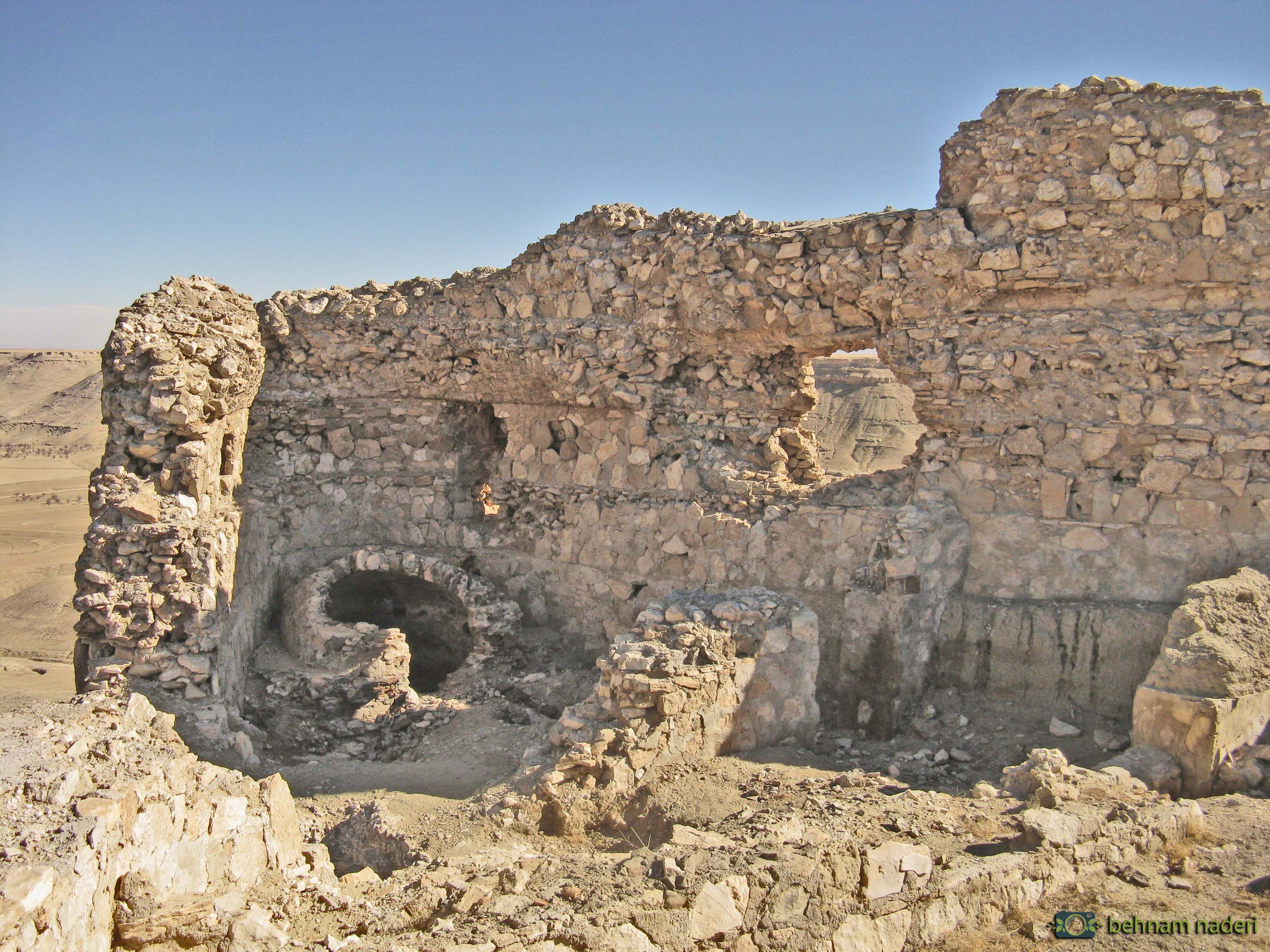
قلعه باشقورتاران

## مهم‌ترین جاذبه‌های گردشگری شهرستان
- غار علیصدر
- پُل تاریخی کوریجان
- قلعه قئزلار قالاسی در روستای باش قورتاران در بخش شیرین سو
- کوه قلی‌آباد
- انستیتو پاستور در روستای اکنلو (اکینلی)
- داش قالا در روستای اکنلو (اکینلی)

## مشاهیر
- پرویز پرستویی
- رضا قیطاسی
- پروانه معصومی
- عبدلله خان قراگوزلو
- عبدالناصر همتی
- محمدمهدی اسماعیلی
- محمدجعفر کبودرآهنگی
- سید ابوالحسن بنی صدر
- شیخ موسی نثری
- شیخ عبدالله زاهد مهاجرانی
- شیخ عبدالحسین بیاتی